# Socca pustulosa
Espèce
Synonymes
- Epeira pustulosa Walckenaer, 1841
- Epeira verrucosa Walckenaer, 1841
- Epeira corrugatum Urquhart, 1887
- Epeira pocillator Urquhart, 1887
- Epeira oblitera Urquhart, 1887
- Epeira mulleola Urquhart, 1888
- Epeira helveoguttata Urquhart, 1888
- Epeira ostribrunnea Urquhart, 1890
- Epeira atriapiata Urquhart, 1891
- Epeira simulata Urquhart, 1892
- Epeira leucisca Urquhart, 1892
- Epeira blattea Urquhart, 1893

Socca pustulosa est une espèce d'araignées aranéomorphes de la famille des Araneidae.

## Distribution
Cette espèce se rencontre en Australie et en Nouvelle-Zélande.

## Description
Le mâle décrit par Framenau, Castanheira et Vink en 2022 mesure 7,2 mm et la femelle 9,5 mm.

## Systématique et taxinomie
Cette espèce a été décrite sous le protonyme Epeira pustulosa par Walckenaer en 1841. Elle est placée dans le genre Araneus par Dalmas en 1917, dans le genre Eriophora par Court et Forster en 1988 puis dans le genre Socca par Framenau, Castanheira et Vink en 2022.
Epeira verrucosa, Epeira corrugatum Epeira pocillator , Epeira oblitera, Epeira helveoguttata, Epeira mulleola, Epeira ostribrunnea, Epeira atriapiata et Epeira simulata ont été placées en synonymie par Dalmas en 1917.
Epeira leucisca et Epeira blattea ont été placées en synonymie par Court et Forster en 1988.

## Publication originale
- Walckenaer, 1841 : Histoire naturelle des insectes. Aptères. Paris, vol. 2, p. 1-549 (texte intégral).